# Elán
Pour les articles homonymes, voir Elan.
Elán est un groupe de pop rock slovaque.

## Biographie
Elán est formé en 1969 par Jozef (Jožo) Ráž, Juraj Farkaš, Vašo Patejdl et Zdeno Baláž. Il devient l'un des groupes Tchécoslovaques les plus populaires durant les années 1980. En 1993, le groupe représente la Slovaquie lors de la pré-qualification au Concours de l'Eurovision, mais en finissant à la 4e place, ne réussit pas à se qualifier pour la finale en Irlande.
Dans les années 2000, en Slovaquie, Elán reste le groupe de pop le plus populaire de tous les temps, et est aussi un des seuls capables de remplir des stades complets lors de ses performances live. Le plus gros de ces concerts s'est tenu à Prague (République tchèque), en septembre 2003, devant 90 000 fans. Ils se produiront aux championnats du monde de ski de fond 2009, à Liberec (République tchèque), lors des festivités en parallèle de cet événement[source insuffisante].

## Membres

### Membres actuels
- Jožo Ráž – basse, chant (depuis 1968)
- Jano Baláž – guitare, chant (depuis 1981)
- Vašo Patejdl - guitare (1968–1969), claviers (1969–1985, depuis 1996),chant (1968–1985, depuis 1996)
- Peter Farnbauer – guitare, saxophone, chant (depuis 1990)
- Ľubo Horňák – claviers, chant (depuis 1991)
- Štefan Bugala - batterie (depuis 2016)

### Anciens membres
- Juraj Farkaš – guitare, chant (1968–1985)
- Zdeno Baláž – batterie (1968–1985)
- Juraj Fábry - claviers, chant (1968–1969)
- Fero Turák - trompette, claviers, chant (1975–1978)
- Boris Kopčák - trombone, chant (1975–1978)
- Jozef Tekeľ - saxophone, chant (1975–1978)
- Peter Šišma - trompette (1978–1979)
- Marián Broušek - trombone (1978–1979)
- Martin Karvaš – claviers, chant (1985–1989)
- Gabo Szabó – batterie (1985–1989)
- Juraj Kuchárek – batterie (1991–2002, 2004-2007)
- Henry Tóth - guitare (2003-2014)
- Marcel Buntaj - batterie (2003)
- Boris Brna - batterie (2008-2016)

## Discographie
- Ôsmy svetadiel (1981)
- Nie sme zlí, Kamikadze lover (1982)
- Elán 3 (1983)
- Nightshift (1984)
- Hodina slovenčiny, Schoolparty (1985)
- Detektívka (1986)
- Missing (1987)
- Nebezpečný náklad (1988)
- Rabaka, Midnight in the city (1989)
- Netvor z čiernej hviezdy Q7A (1991)
- Legenda 1, Legenda 2 (1992)
- Hodina angličtiny (1994)
- Hodina nehy (1995)
- Classic, Hodina pravdy, Legenda 3 (1997)
- Legenda 4, Elán Unplugged (1998; 2 CD)
- Jožo… (1999; 2 CD)
- Láska je stvorená, Legenda 5 - Posledná… (2000)
- Neviem byť sám (2001)
- Otázniky/Všetko čo máš (2001)
- Elán 3000 (2002)
- Tretie oko (2003)
- Elán: Megakoncert (2004)
- Unplugged Carnegie Hall NY (2007)